# Manuel Valls i Gorina
Manuel Valls i Gorina (Badalona, 21 de julio de 1920-Barcelona, 1984) fue un compositor, músico, profesor y crítico musical español.

## Biografía
Estudió derecho en la Universidad de Barcelona y música en el Conservatorio del Liceo con Aita Donostia: armonía, orquestación y composición. De formación estética independiente, cultivó la mayoría de los géneros musicales. Ejerció como profesor en la Universidad de Barcelona y en la Escuela de Arte Dramático Adrià Gual. Pronunció conferencias en diversos lugares —Barcelona, Madrid, Santander, Lérida, Toledo, Granollers, etc.— y en 1971 dirigió las emisiones dedicadas a la música española de la ORTF de París, en la serie La rose des vents. 
Fue miembro de la Sociedad Catalana de Musicología y uno de los responsables del ámbito de la música en el Congreso de Cultura Catalana, así como miembro de la Junta Consultiva de Òmnium Cultural. En el terreno periodístico publicó artículos y críticas en la prensa local y extranjera, y ejerció de crítico musical en el diario El País, edición de Cataluña.
El fondo personal de Manuel Valls i Gorina se conserva en la Biblioteca de Catalunya. 
En un programa de radio dedicado a la música clásica el político francés Manuel Valls presentó a Manuel Valls i Gorina como primo hermano de su padre, el pintor Xavier Valls.

## Obra musical

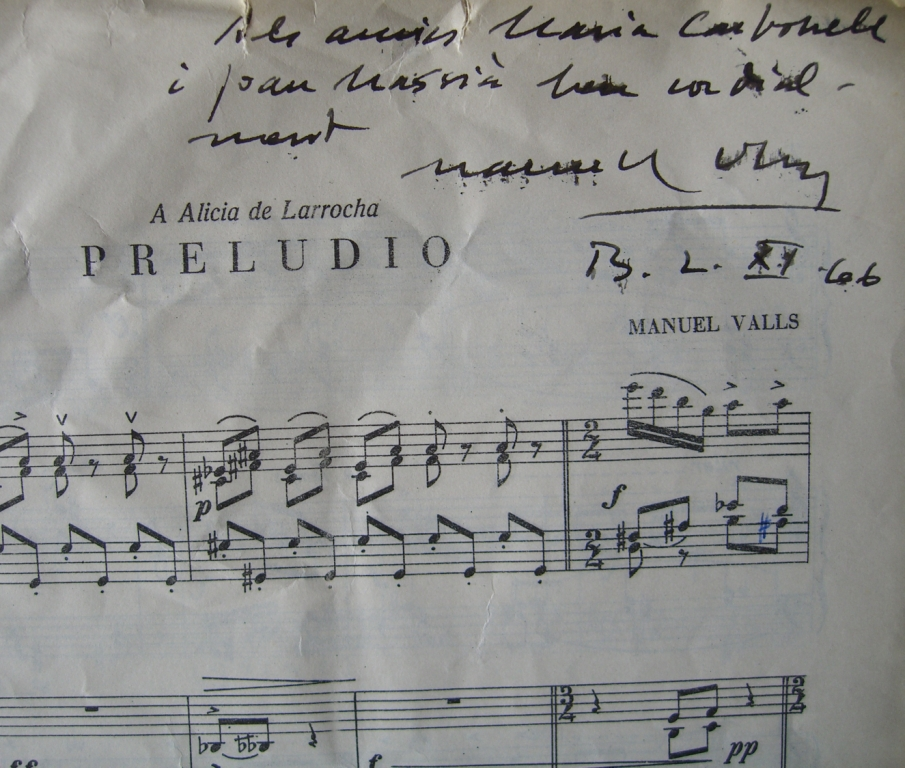
Firma de Manuel Valls i Gorina en su Preludio para piano.

Sus obras más destacadas fueron las siguientes:
- Estudio de danza en 5/8
- Preludio para piano
- Concierto de guitarra y orquesta
- Tocata per a piano
- Seis canciones del Alto Duero para voz y piano
- Fantasías en forma de concierto para flauta solista y cuerda
- La Mare de Déu (tradicional catalana) para coral
- Poemes de Patrícia: Renaixença, Món, Nit para coral

Además de una extensa obra musical, a nivel popular es muy conocida su músicación del poema de Josep Maria Espinàs y Jaume Picas, el Himno del Fútbol Club Barcelona, que se convirtió en un icono para una parte importante de la sociedad catalana.

## Obra escrita
Además de sus numerosos escritos en revistas y periódicos, también escribió algunos libros en catalán o castellano:
- La música catalana contemporània: visió de conjunt. Barcelona: Selecta, DL 1960. (Biblioteca Selecta (Editorial Selecta); 283). (en catalán)
- La música española después de Manuel de Falla. Barcelona: Revista de Occidente,cop. 1962.
- "La música", en Revista de Occidente, núms. 8-9 (Barcelona, diciembre de 1963), pp. 347-360.
- Música i societat : notes per un estudi de la funció social de la música. Barcelona:

Rafael Dalmau, cop. 1963. (Panorama actual de les idees; 31-32). (en catalán)
- El prodigiós món de la música. Barcelona: Bruguera, 1966. (Quaderns de cultura (Editorial Bruguera); 8). (en catalán)
- Los instrumentos de música. Madrid: Alianza, cop. 1967. (Libro de bolsillo (Alianza Editorial); 76)
- La música contemporània i el públic. Barcelona: Edicions 62, 1967. (Llibres a l'abast ; 46). (en catalán)
- Història de la música catalana. [Barcelona]: Taber, DL 1969. (Biblioteca de la Cultura Catalana ). (en catalán)
- Aproximación a la música : reflexiones en torno al hecho musical. [Barcelona]: Salvat [etc.], cop. 1970. (Biblioteca básica Salvat de libros RTV; 67).
- Música indiscreta : la música, els músics i l'anècdota. [Barcelona]: [Pòrtic], 1970. (Llibre de butxaca; 10). (en catalán)
- Diccionario de la música. 4a ed. Madrid: Alianza, 1971. (Libro de bolsillo (Alianza Editorial); 334).
- La música en el món d'avui i altres assaigs. Palma de Mallorca: Moll, 1971. (Biblioteca Raixa; 86). (en catalán)
- Entreactes de concert. Barcelona: Pòrtic, 1973. (Llibre de butxaca; 84). ISBN 8473060296. (en catalán)
- La música en cifras. Esplugas de Llobregat: Plaza & Janés, DL 1974. (Testigos de España; 5). ISBN 8401811228
- Oriol Martorell, Manuel Valls. El fet musical. Barcelona: Dopesa2, 1978. (Conèixer Catalunya (Dopesa (Firma)); 6). ISBN 8472353486 . (en catalán)
- Para entender la música. Madrid: Alianza, 1978. (Libro de bolsillo (Alianza Editorial); 697). ISBN 8420616974
- La música actual. Barcelona: Noguer, 1980. (EMA;13). ISBN 8427913176
- Música de tota mena. [Barcelona]: Clivis, 1982. (Neuma; 5). ISBN 8485927044 (en catalán)
- La Música en el abrazo de Eros : aproximación al estudio de la relación entre música y erotismo. Barcelona: Tusquets, 1982. (5 sentidos; 16). ISBN 8472238164
- Mompou. Barcelona: Nour Art Thor, DL 1983. (Gent nostra; 24). ISBN 8473270681
- Frederic Mompou. Barcelona: SGAE, 1984.
- Síntesi històrica de la música catalana. Barcelona: La Llar del Llibre [etc.], DL 1985. (Coneguem Catalunya; 9). ISBN 848570942X (en catalán)
- Manuel Valls, Joan Pedrol. Música y cine. [Barcelona]: Salvat, cop. 1986. (Biblioteca básica Salvat; 99). ISBN 8434583593
- Massimo Mila. Breve historia de la música. Trad. Manuel Valls. Barcelona: Península, 1998. (Historia, ciencia, sociedad; 267).

## Premios
Medallas del Círculo de Escritores Cinematográficos
| Año  | Categoría    | Película          | Resultado |
| ---- | ------------ | ----------------- | --------- |
| 1976 | Mejor música | La ciudad quemada | Ganador   |